# FC Nistru Otaci
El FC Nistru Otaci és un club moldau de futbol de la ciutat de Otaci.

## Història
Evolució del nom:
- 1953: Nistru Otaci
- 1999: fusió amb Unisport Chişinău esdevenint FC Nistru-Unisport Otaci
- 2000: FC Nistru Otaci

## Palmarès
- Copa moldava de futbol (1):
  - 2005

## Futbolistes destacats
- Gheorghe Stratulat
- Lilian Popescu
- Andrei Matiura